# Пелька
Пелька — река в России, протекает по Мордовии и Нижегородской области. Устье реки находится в 152 км по правому берегу реки Алатырь. Длина реки составляет 20 км, площадь водосборного бассейна 155 км². В 13 км от устья принимает справа одноимённый ручей.

## Течение
Исток реки в Починковском районе Нижегородской области у села Пеля-Хованская в 12 км к юго-востоку от райцентра, села Починки. Река течёт на северо-восток, примерно посредине течения перетекает в Ичалковский район Мордовии. На реке стоит село Пеля-Казённая (Нижегородская область) и деревня Кочкари (Мордовия). Впадает в Алатырь в черте села Гуляево.

## Данные водного реестра
По данным государственного водного реестра России относится к Верхневолжскому бассейновому округу, водохозяйственный участок реки — Алатырь от истока и до устья, речной подбассейн реки — Сура. Речной бассейн реки — (Верхняя) Волга до Куйбышевского водохранилища (без бассейна Оки).
Код объекта в государственном водном реестре — 08010500212110000038154.